# Asbjørn
Asbjørn es un nombre de varón propio de Noruega y Dinamarca. En 2013, había más de 7,000 hombres en Noruega con este nombre. En ese país la popularidad del nombre alcanzó su nivel máximo en el período comprendido entre 1910 y 1930, durante el cual aproximadamente 1% fue llamado Asbjørn.
El nombre es una combinación  de las palabras as, un dios del panteón nórdico, y bjørn, que significa oso. (Bjørn también es utilizado como nombre en sí mismo.)

## Variantes
Las variantes de nombre incluyen Espen y Esben. En sueco, el equivalente es Esbjörn.